# Santiago Ricardo Vilanova Meléndez
Santiago Ricardo Vilanova Meléndez (ur. 9 maja 1862 w Santa Tecla, zm. 17 stycznia 1953) – salwadorski duchowny katolicki, biskup pomocniczy San Salvadoru 1913-1915 i biskup diecezjany Santa Ana 1915-1952.

## Życiorys
Święcenia kapłańskie otrzymał 7 listopada 1886.
1 sierpnia 1913 papież Pius X mianował go biskupem pomocniczym San Salvadoru, ze stolicą tytularną Mopsuestia. 22 marca 1914 z rąk arcybiskupa Antoniego Adolfa Péreza Aguilara przyjął sakrę biskupią. 15 stycznia 1915 mianowany biskupem diecezjalnym Santa Ana. 11 sierpnia 1952 ze względu na wiek złożył rezygnację z zajmowanej funkcji i został mianowany biskupem tytularnym Anchialus.
Zmarł 17 stycznia 1953.